# 湯浅崇
湯浅 崇（ゆあさ たかし、1975年8月2日 - ）は、大阪府堺市出身の俳優、脚本家、演出家。
劇団テノヒラサイズの一員（立上げメンバー）で、事務所はライターズ・カンパニー。

## 来歴
大阪府立泉大津高等学校卒業（1994年）。大阪スクールオブミュージック専門学校プロミュージシャン科 ヴォーカル・テクニックコース卒業（1997年）。
1998年に未来探偵社に入団し、2009年に退団するまで全公演に出演した。

## 出演

### テレビドラマ
NHK
- 連続テレビ小説
  - カーネーション - 田中
  - 純と愛 - 「里や」の客
  - ごちそうさん - 増岡要司
  - あさが来た - 絹田
  - べっぴんさん - スピンオフべっぴんさん特別編「忘れられない忘れ物 〜ヨーソローの一日〜」 3. 店長の謎 出演、関西ことば指導
  - わろてんか - 佐助
  - まんぷく - 小山内良治
  - スカーレット - 寺岡崇史先生
  - おちょやん - 警官、大阪ことば指導
  - カムカムエヴリバディ - ディレクター
  - 舞いあがれ!（2022年） - 古田茂、古田（二代目）
  - ブギウギ（2023-2024年） - 大西ヒデオ
  - 虎に翼（2024年） - 東京地方裁判所守衛
  - おむすび（2025年） - 後藤[9]、大阪ことば指導[10][11]
- ドラマ10 コピーフェイス〜消された私〜
- 経世済民の男 小林一三～夢とそろばん～
- 木曜時代劇
  - ぼんくら
  - 銀二貫
- 土曜ドラマ ボーダーライン（2014年） - 出演、大阪ことば指導
- BS時代劇 猿飛三世
- 歴史秘話ヒストリア
  - ちょんまげクイズ合戦!
  - 国最恐妻の夫操縦法
- 女子的生活（2018年）
- 土曜時代ドラマ 立花登青春手控え3（2018年）
- 歴史探偵「江戸の天才たち」（2021年11月24日） - 田中久重 役
- ペットにドはまりして、会社辞めました（2022年3月22日）
- NHKスペシャル 南海トラフ巨大地震 前編（2023年3月4日） - 塾講師
- 忘恋剤（2023年3月30日） - 映画館の観客
- 島根発地域ドラマ 島根マルチバース伝（2024年3月1日、NHK総合〈島根県域〉 / 3月22日、NHK BS）

TBS
- 初秋

EX
- 土曜ワイド劇場 スペシャリスト 第1作 - 友田安彦
- 科捜研の女 Season21 第4話 - 横沢征
- 特捜最前線2013〜7頭の警察犬（2013年9月29日）

ABC
- 安楽椅子探偵 ON STAGE
- 必殺仕事人2014（2014年7月27日）

CX
- 鴨、京都へ行く

### 映画
- 輝け星くず（2024年6月15日）[12]

### ラジオドラマ
- 青春アドベンチャー 時砂の王（NHKFM、2018年）[13]
- FMシアター（NHKFM）
  - わたしのまなざし
  - かささぎ橋で会いましょう
  - トコマとよっちゃん
  - 雨傘の音色
  - 蛍の光、窓に雨 - 出演、大阪ことば指導